# 전생했더니 검이었습니다

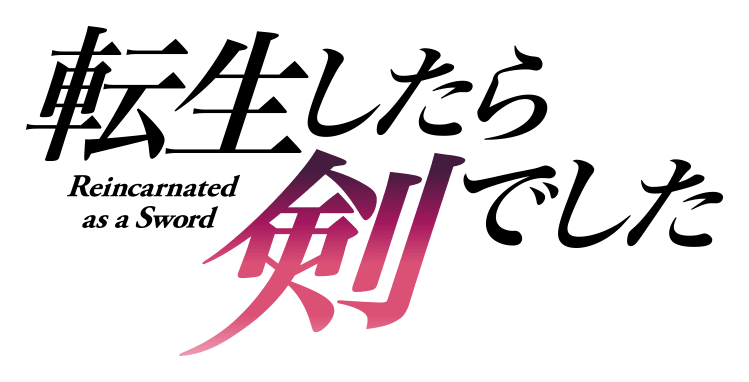

전생했더니 검이었습니다(転生したら剣でした)는 타나카 유가 원작한 일본의 라이트 노벨 소설 작품이다. 약칭은 『전검(転剣)』. 「소설가가 되자」에서 2015년 9월 16일부터 연재되고 있으며 2016년의 제4회 넷 소설 대상을 수상해 같은 해 7월부터 GC 노벨즈(마이크로 매거진사)에서 서적판이 간행되고 있다. 일러스트는 루로오.
『덴시버즈』(겐토샤 코믹스)에서 만화판이 연재 개시, 현재는 『comic 부스트』에서 연재중. 작화는 마루야마 토모요. 스핀오프로서 이노우에 히나코가 작화를 담당하는 환생했더니 검이었습니다 Another Wish(転生したら剣でした Another Wish)가 『코믹 라이드』(마이크로 매거진사)에서 2020년 6월호부터 연재 중. 2022년 3월 시점에서 시리즈 누계 발행 부수는 200만부를 돌파하고 있다.

## 줄거리
정신을 차려보니 인간이 아닌 검으로서 다른 세계에 환생하고 있던 주인공. 마물을 쓰러뜨리고 있었지만 땅바닥에 검을 꽂았더니 움직일 수 없게 되었다. 그 후 한 고양이 짐승귀 소녀와의 만남이 검과 그녀의 삶을 바꾸어 놓는다.